# Money (песня Дона)
«Money» — песня, записанная южнокорейским рэпером и автором песен Доном в качестве дебютного цифрового сингла. Была выпущена 5 ноября 2019 года лейблом P-Nation.

## Предпосылки и релиз
В октябре 2016 года Дон дебютировал в составе бойбенда PENTAGON, однако в августе 2018 года, после подтверждения отношений с Хёной, его коллегой по лейблу, Cube Entertainment расторг с ними контракт, и 14 ноября 2018 года Дон официально покинул агентство. В январе 2019 года стало известно, что он подписал эксклюзивный контракт с лейблом PSY, P-Nation.
18 октября того же года было объявлено, что Дон дебютирует сольно. Сингл «Money» был выпущен 5 ноября в 18:00 по корейскому времени, и в тот же день был проведён дебютный шоукейс.

## Чарты
| Чарт                          | Высшая позиция |
| ----------------------------- | -------------- |
| Billboard World Digital Songs | 11             |